# Rasa (ostrov)
Rasa, japonsky 沖大東島 Okidaitō-jima, je japonský korálový ostrov ve Filipínském moři.

## Geografie

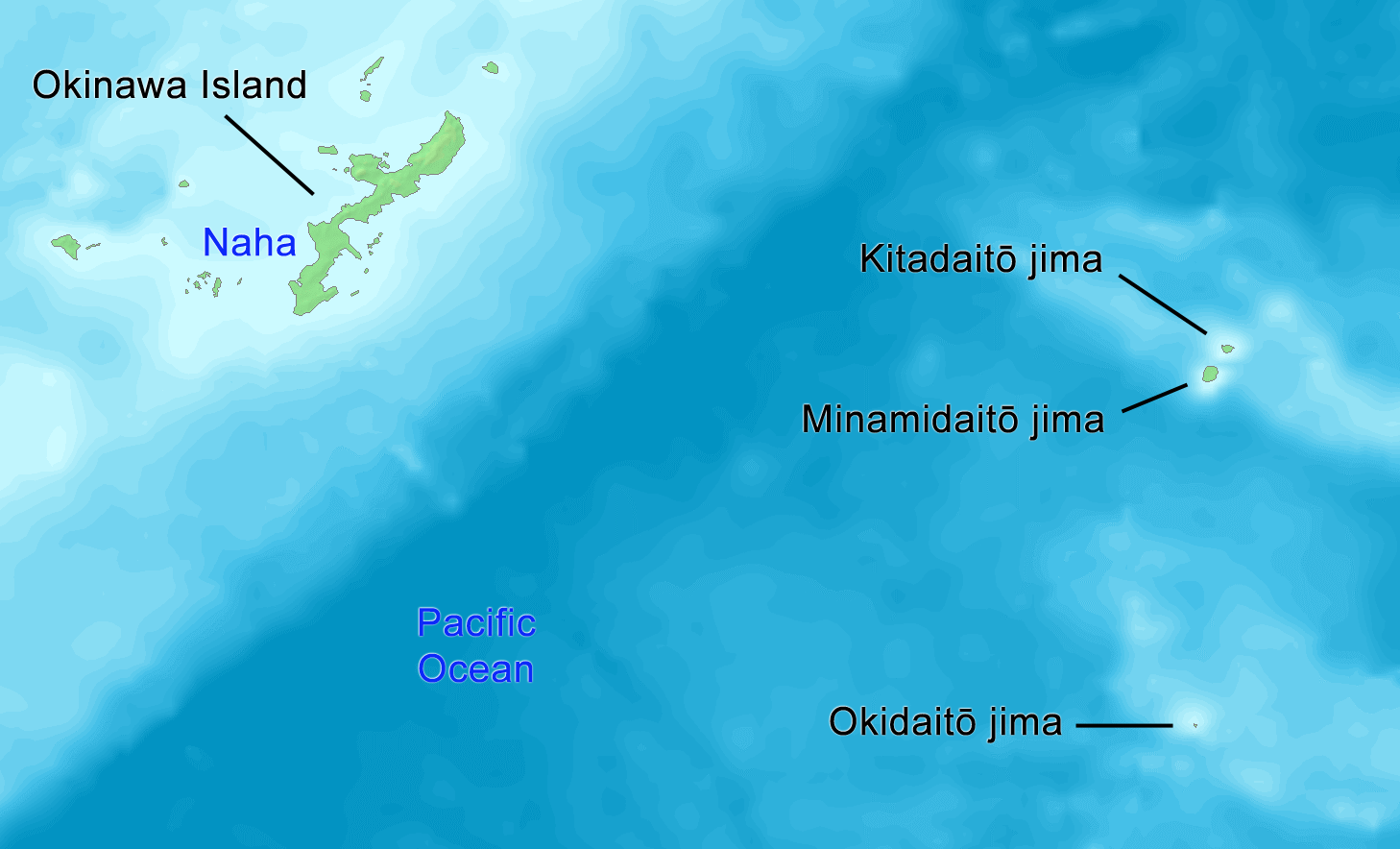
Mapa ostrovní skupiny Daitō

Ostrov leží 150 km jižně od ostrova Minami-daitó, jižnějšího a většího z obou Borodinských ostrovů, a 408 km od Okinawy. Všechny tyto ostrovy jsou korálové, což jsou bývalé atoly, které byly pozdější tektonickou činností vyzdviženy nad hladinu moře. Proto je pobřeží ostrova strmé a vytváří útesy o výšce přes 30 m. Bývalá laguna je vyschlá a je vyplněna nánosy.
Japonská geografie jej spolu s Borodinskými ostrovy klasifikuje jako souostroví Daitó.

## Historie
Ostrov byl pravděpodobně objeven Maartenem Gerritsz Vriesem 8. května 1643 a nazván Breskens Eylant. Bezpečně byl ostrov zaznamenán britským kapitánem Johnem Mearesem 5. dubna 1788, který ho pojmenoval Grampus. Dnešní název je z r. 1815, kdy sem připlula španělská fregata San Fernando de Magallanes.
K Japonsku byl ostrov připojen v roce 1900 a poté zde byla zahájena těžba fosfátu. K tomu účelu byla v roce 1911 založena společnost The Rasa Island Phosphate Ore Company, nyní Rasa Industries. Od té doby do konce druhé světové války zde žilo až 2 000 obyvatel. V r. 1945 byl obsazen americkou armádou, dostal se pod americkou správu a obyvatelé byli vystěhováni. Od roku 1956 slouží námořnictvu Spojených států amerických jako střelnice, díky tomu je na ostrově bezlesí. Ostrov byl navrácen Japonsku 17. června 1971.